# Lambari d'Oeste
Lambari d'Oeste är en kommun i Brasilien.   Den ligger i delstaten Mato Grosso, i den centrala delen av landet, 1 100 km väster om huvudstaden Brasília. Antalet invånare är 5 438.
Omgivningarna runt Lambari d'Oeste är huvudsakligen savann. Runt Lambari d'Oeste är det mycket glesbefolkat, med 2 invånare per kvadratkilometer.